# Wahlen 1994
◄◄ | ◄ | 1990 | 1991 | 1992 | 1993 | Wahlen 1994 | 1995 | 1996 | 1997 | 1998 | ► | ►►

Weitere Ereignisse
Folgende Wahlen fanden im Jahr 1994 statt:

## Afrika

### Äthiopien
- Wahl zur Verfassunggebenden Versammlung Äthiopiens 1994

### Mosambik
- Präsidentschaftswahl in Mosambik vom 27. Oktober bis zum 28. Oktober
- Parlamentswahlen in Mosambik 1994

### Namibia
- Präsidentschaftswahl in Namibia 1994 am 7. und 8. Dezember in Namibia
- Parlamentswahl in Namibia 1994

### Südafrika
- Wahlen in Südafrika 1994

## Amerika

### Dominikanische Republik
- Präsidentschafts- und Parlamentswahl in der Dominikanischen Republik

### Mexiko
- Präsidentschafts- und Parlamentswahl

### Uruguay
- Wahlen in Uruguay 1994

### Vereinigte Staaten
- Wahl zum US-Repräsentantenhaus
- Wahl zum US-Senat
- Gouverneurswahlen in 36 US-Bundesstaaten und zwei Territorien
  - Gouverneurswahl in Texas. Der spätere US-Präsident George W. Bush wird zum ersten Mal Gouverneur.

## Asien

### Sri Lanka
- Parlamentswahl in Sri Lanka am 16. August
- Präsidentschaftswahl in Sri Lanka am 9. November

### Kasachstan
- Parlamentswahl am 7. März

## Europa
- Am 12. Juni: Europawahlen

- Europawahl in Deutschland 1994

### Bulgarien
- Am 18. Dezember: Parlamentswahl, siehe Parlamentswahl in Bulgarien 1994

### Dänemark
- Am  21. September: Folketingswahl 1994

### Deutschland

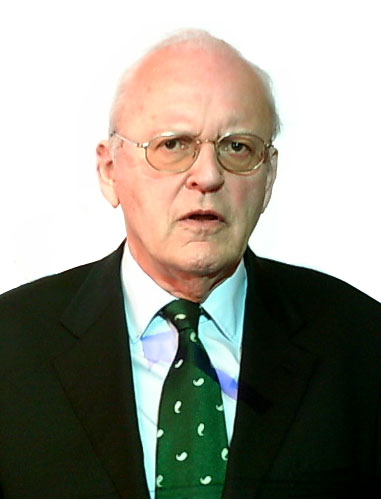
Roman Herzog (2006) – Bundespräsident von 1994 bis 1999

- Am 23. Mai: Wahl des deutschen Bundespräsidenten

Im Jahr 1994 fand die Wahl des Deutschen Bundestages statt:
- Am 16. Oktober: Bundestagswahl

Außerdem fanden folgende Landtagswahlen statt:
- Am 13. März Landtagswahl in Niedersachsen
- Am 26. Juni Landtagswahl in Sachsen-Anhalt
- Am 11. September Landtagswahlen in Brandenburg und Sachsen
- Am 25. September Landtagswahl in Bayern
- Am 16. Oktober in Landtagswahl in Thüringen, Landtagswahl im Saarland, Landtagswahl in Mecklenburg-Vorpommern

Außerdem fanden folgende Kommunalwahlen statt:
- Am 20. März Kommunalwahlen in Schleswig-Holstein
- Am 12. Juni Kommunalwahlen in Baden-Württemberg, Mecklenburg-Vorpommern, Rheinland-Pfalz, Saarland, Sachsen, Sachsen-Anhalt, Thüringen
- Am 16. Oktober Kommunalwahlen in Nordrhein-Westfalen

### Wahlen zu mehreren Terminen
| Staat       | Staat   | Wahl/Abstimmung                     | Kategorie                    |
| ----------- | ------- | ----------------------------------- | ---------------------------- |
| Deutschland | Sachsen | Bürgermeisterwahlen in Sachsen 1994 | Bürgermeisterwahl in Sachsen |

### Finnland
- Am 16. Januar und 6. Februar die Präsidentschaftswahl
- Am 16. Oktober Referendum über den Beitritt zur Europäischen Union

### Frankreich
- Europawahl in Frankreich
- Kantonalwahlen am 20. und 24. März 1994

### Italien
- 27. / 28. März 1994: Parlamentswahlen in Italien.  Silvio Berlusconi wird erstmals Ministerpräsident

### Luxemburg
- Am 12. Juni die Europawahl in Luxemburg

### Republik Moldau
- Am 27. Februar Parlamentswahl
- Am 6. März ein Referendum

### Niederlande
- Am 3. Mai die Parlamentswahl in den Niederlanden

### Norwegen
- 27./28. November: Volksabstimmung über den Beitritt zur Europäischen Union

### Österreich
- Am 9. Oktober die Nationalratswahl

- Am 13. März die Landtagswahl in Kärnten
- Am 13. März die Landtagswahl in Salzburg
- Am 13. März die Landtagswahl in Tirol
- Am 18. September die Landtagswahl in Vorarlberg

- Am 12. Juni die Volksabstimmung über den Beitritt zur Europäischen Union

### Schweden
- am 18. September Wahl zum Reichstag
- am 13. November Volksabstimmung über den Beitritt zur Europäischen Union

### Slowakei
- Am 30. September und 1. Oktober Parlamentswahl

### Ukraine
- am 27. März Parlamentswahl
- 26. Juni und 10. Juli Präsidentschaftswahl

### Ungarn
- Parlamentswahl am 8. Mai 1994

### Belarus
- 10. Juli Präsidentschaftswahl. Nach einem fragwürdigen Wahlkampf gegen das damalige Staatsoberhaupt, den Parlamentspräsidenten Stanislau Schuschkewitsch, wird Aljaksandr Lukaschenka zum ersten Präsidenten von Belarus gewählt. Siehe auch Geschichte von Belarus.